# 金野滋 (精神科医)
金野 滋（かねの しげる）は日本の医学者、精神科医。東京医科歯科大学保健管理センター助教授。医学博士。

## 論文
- 融道男・渡部修三・金野滋「〈新しいNeurotransmitter —基礎と臨床〉アミン・アミノ酸トランスミッターの臨床」『日本臨床』第106巻第1号、2004年、76-82頁。

## 関連人物
- 融道男